# Medicinska uporaba konoplje
U medicini, konoplja se najčešće upotrebljava radi smanjivanja mučnine i povraćanja izazvanih protiv kemoterapijom, kao i radi smanjivanja bolova i grčenja mišića. Korištena je i za neka druga stanja, ali prikupljeni podaci za sada ne potvrđuju efikasnost i sigurnost njene upotrebe u takvim drugim slučajevima.
Medicinska konoplja može se pacijentu davati na više načina, uključujući pušenje, ihnalaciju isparenja, jedenje ekstrakata ili kapsula. U nekim zemljima su dostupni sintetički kanaboidi (tj. tvari kakve nalazimo u konoplji, ali koje nisu dobivene iz biljke, nego sintetiziranjem u laboratoriju): u SAD i Kanadi je dostupan Dronabinol (ista tvar se prodaje i pod trgovačkim imenom Marinol), a u Ujedinjenom kraljevstvu je dostupan preparat Nabilone; oba preparata sadrže sintetske proteine koji oponašaju molekularnu strukturu Tetrahidrokanabinol-a, opojnog sastojka kojega sadrži prirodna konoplja.
Dosadašnja istraživanja ljekovitih svojstava i korištenje u liječenju su uglavnom vezani uz indijsku konoplju (tj. marihuanu), koja je u skoro svim zemljama na listi opojnih droga. U novije vrijeme ima pokušaja korištenja industrijske konoplje u iste svrhe.
Ulje konoplje proizvedeno od industrijske konoplje može se u Hrvatskoj legalno kupiti (oglasi se lako pronađu na internetu), a neki nutricionisti smatraju da "zahvaljujući svojem izbalansiranom sastavu, konopljino ulje uistinu pozitivno utječe na sprječavanje bolesti srca i krvnih žila, ali osim toga djeluje i na ublažavanje neugodnih učinaka predmenstrualnog sindroma, te na otklanjanje poteškoća koje se pojavljuju kao posljedica multiple skleroze, raka i shizofrenije". Pri tome nutricionisti skreću pozornost da industrijska konoplja sadrži samo vrlo malu količinu Tetrahidrokanabinol-a, glavnog opojnog sastojka indijske konoplje.

Postoje proizvođači koji ulje konoplje proizvode i od marihuane, te ga - s obzirom na to da je proizvodnja ilegalna - prodaju po vrlo visokim cijenama.